# Club Baloncesto Villarrobledo
El Club Baloncesto Villarrobledo o más conocido como CB Villarrobledo es un club de baloncesto de Villarrobledo, Albacete que juega en Tercera FEB durante la temporada 2024-2025.

## Historia

### Los primeros pasos
El Club Baloncesto Villarrobledo se creó un 15 de julio de 1992, el proyecto fue llevado a cabo por siete personas que eran jugadores, entrenadores o padres de jugadores de baloncesto que decidieron acercarse a la notaría Teresa Gómez Bajo para fundar el Club. Entre estas siete personas se encontraba Argimiro Martínez, primer presidente del CBV y José Luis Melero, actual presidente del club.
En su primera etapa el CB Villarrobledo jugaba en la liga provincial enfrentándose a clubes vecinos como La Roda, Almansa, Hellín o Albacete, en aquel momento la entidad solo tenía un equipo pero la situación cambia en 2002 cuando se funda la escuela de formación del CBV. Un conjunto de 40 jugadores de baloncesto formaban los equipos masculinos y mixtos unidos por su pasión de aprender y disfrutar de este deporte. Aquel mismo año el primer equipo pasa de jugar en provincial a militar en Tercera Autonómica.
Un año más tarde, en 2003, el presidente José Luis Melero -en aquel momento jugador del primer equipo- decide retirarse de las pistas y dejar paso a las futuras generaciones. Cuatro años más tarde, en 2006, al desaparecer la Tercera Autonómica el equipo decide salir en Segunda Autonómica; allí el futuro del CBV empieza a despegar cuando el entrenador en aquel momento (José Joaquín Navarro) hizo que el equipo ascendiera a Primera Autonómica.
En la temporada 2008-09 llega como cabeza del equipo Vicente Rodríguez y después de una buena temporada el club llega al acuerdo de su continuidad una temporada más. Finalmente en 2011 hay cambio de entrenador en el banquillo troyano y llega Alfredo Gálvez que sube al equipo de Primera Autonómica a Primera Nacional.

### Liga EBA
En 2012 el CB Villarrobledo vuelve a tener cambio de entrenador y llega Jordi Casas para dirigir el primer equipo que sube a Liga EBA en una intensa última jornada. Ya en 2013 llega desde Cataluña, Boris Balibrea como entrenador del equipo EBA para quedarse durante dos buenas temporadas.
Por el CB Villarrobledo han pasado jugadores de renombre como Alfonso Albert (temporada 2012-2013/2013-2014) que gracias a su experiencia en equipos de ACB como Joventut de Badalona, Pamesa Valencia, CB Ourense o Breogán Lugo ayudó al CBV a ascender de categoría. Coincidió durante una temporada con el jugador David Jofresa, hijo del destacado jugador de ACB Rafa Jofresa, que encontró en Villarrobledo un sitio importante en su primer año de sénior y donde repitió en la siguiente temporada junto al entrenador Boris Balibrea.
Finalmente en 2015 el CB Villarrobledo ficha a Manuel Jiménez "Junior", procedente de Córdoba, para que dirija el primer equipo. Jiménez va a ser el entrenador del Club, durante siete temporadas consecutivas firmando varios acuerdos de renovación que demuestran la buena relación entre la entidad y el cordobés tras desempeñar un excelente trabajo con el primer equipo y la cantera.
Así tras tres temporadas más en Liga EBA, en la temporada 2017-18, el club consigue el ascenso a LEB Plata.

### Liga LEB Plata
En la campaña 2018-19, el CB Villarrobledo debuta en LEB Plata, consiguiendo su mayor éxito deportivo. Finaliza la temporada regular 2.º en su grupo y se clasifica para los playoffs de ascenso a LEB Oro, no logrando el ascenso pero quedando 4.º, en la clasificación final.
Siempre de la mano de Manuel Jiménez, el club disputará tres campañas más en la liga LEB Plata, hasta la temporada 2021-22, que desciende a Liga EBA, pero el club decide renunciar a esta categoría y jugar en 1.ª División Nacional. 

### Tercera FEB
Tras dos campañas en la 1.ª División Nacional castellano-manchega, en la temporada 2023-24 logra de nuevo el ascenso a Tercera FEB (nueva denominación de la Liga EBA).

## Instalaciones
El Club Baloncesto Villarrobledo juega en el Pabellón Polideportivo Pintores Arena, de la Plaza Pablo Picasso, s/n, , 02600 Villarrobledo, Albacete.

## Denominaciones
- Agrícola CB Villarrobledo (2012-2013)
- Tudespensa.com Agrícola CB Villarrobledo (2013-2015)
- CB Villarrobledo (2015-2016)
- Agrícola CB Villarrobledo (2016-2017)
- CB Villarrobledo (2017-2020)
- El Ventero CBV (2020-)

## Temporadas
| Temporada | Nivel | División       | Pos. | Postemporada                                 | TR    | PO          |
| --------- | ----- | -------------- | ---- | -------------------------------------------- | ----- | ----------- |
| 2005-06   | 8     | 3.ª Autonómica | 2.º  | Ascenso                                      | 8-4   | –           |
| 2006-07   | 7     | 2.ª Autonómica | 11.º | [ 5 ]                                        | 4-16  | –           |
| 2007-08   | 8     | 2.ª Autonómica | 2.º  | Ascenso                                      | 19-4  | –           |
| 2008-09   | 7     | 1.ª Autonómica | 7.º  | –                                            | 12-12 | –           |
| 2009-10   | 6     | 1.ª Autonómica | 12.º | –                                            | 7-13  | –           |
| 2010-11   | 6     | 1.ª Autonómica | 5.º  | –                                            | 18-11 | –           |
| 2011-12   | 6     | 1.ª Autonómica | 1.º  | Ascenso                                      | 23-1  | –           |
| 2012-13   | 5     | 1.ª División   | 2.º  | Fase final (2.º) Fase ascenso (1.º)/ Ascenso | 20-6  | (1-1) (2-0) |
| 2013-14   | 4     | Liga EBA       | 11.º | –                                            | 13-17 | –           |
| 2014-15   | 4     | Liga EBA       | 7.º  | –                                            | 12-14 | –           |
| 2015-16   | 4     | Liga EBA       | 13.º | [ 6 ]                                        | 8-18  | –           |
| 2016-17   | 4     | Liga EBA       | 7.º  | –                                            | 16-14 | –           |
| 2017-18   | 4     | Liga EBA       | 3.º  | Fase final (4.º)/ Ascenso                    | 23-7  | 3-0         |
| 2018-19   | 3     | LEB Plata      | 2.º  | Semifinal (4.º)                              | 22-12 | 1-1         |
| 2019-20   | 3     | LEB Plata      | 24.º | –                                            | 8-17  | –           |
| 2020-21   | 3     | LEB Plata      | 9.º  | –                                            | 12-14 | –           |
| 2021-22   | 3     | LEB Plata      | 14.º | Descenso                                     | 7-19  | –           |
| 2022-23   | 5     | 1.ª División   | 6.º  | Fase final (4.º)                             | 11-11 | 2-1         |
| 2023-24   | 5     | 1.ª División   | 3.º  | Fase final (2.º)/ Ascenso                    | 16-6  | 3-1         |
| 2024-25   | 4     | Tercera FEB    | 7.º  | –                                            | 13-13 | –           |

## Entrenadores
- 2008-2011  Vicente Rodríguez
- 2011-2012  Alfredo Gálvez
- 2012-2013  Jordi Casas
- 2013-2015  Boris Balibrea
- 2015-2022  Manuel Jiménez Vílchez
- 2022-2023  Luis Canales
- 2023-Act.  Manuel Jiménez Vílchez

## Jugadores destacados
| - Mouhamadou Diop - Morgan Stilma - Alfonso Albert - Pa Mor Diene - Milan Suskavcevic |